# Edward Vernon
Pour les articles homonymes, voir Vernon.
Edward Vernon, surnommé « Old Grog », né le 12 novembre 1684 à Westminster et mort le 30 octobre 1757 à Nacton (Suffolk), est un officier de marine britannique de la Royal Navy. 
Il doit son surnom à son vêtement de grogram (mélange de laine et de soie). 
Admiral of the fleet, il devint célèbre au royaume de Grande-Bretagne pour la prise, le 21 novembre 1739 de la forteresse espagnole de Portobelo, au Panama.

## Biographie
Durant la guerre de Succession d'Espagne, Vernon participa à la bataille de Malaga en 1704, et à la prise de Barcelone en 1705. Il fut commodore de Port Royal (Jamaïque) en 1720 et commandant en chef de la flotte des Indes Occidentales de 1739 à 1742.

Les événements dans les Antilles :
En orange, possessions espagnoles. En vert, possessions anglaises.
En gris, la route des galions espagnols.

Durant la petite guerre contre l’Espagne, il commanda la flotte de six vaisseaux de ligne qui s’empara en 1739 de Portobelo (aujourd’hui au Panama). Les quartiers de Portobelo à Londres et Dublin doivent leur nom à cette victoire ; le Rule Britannia fut aussi composé à cette occasion.
Sa réputation fut compromise dès mars 1741 par son humiliante défaite devant Cartagena de Indias (Carthagène des Indes, aujourd’hui Carthagène en Colombie) : ses forces d’invasion, comptant 23 600 hommes et 186 navires, ne purent l’emporter sur Blas de Lezo, qui défendait la ville avec seulement 3 000 soldats, 600 indiens et les équipages de 6 frégates. Le siège fut levé après 67 jours de combat.
Vernon s’empara brièvement de la baie de Guantánamo à Cuba, de juillet à décembre 1741. Il était arrivé avec huit vaisseaux de ligne et 4 000 soldats, dans l’intention de marcher sur Santiago de Cuba mais dut se retirer devant les actions de guérilla de la population.
Ces échecs et son caractère difficile, source de conflits avec ses supérieurs et les gouverneurs de la Jamaïque, entraînèrent sa mise à la retraite en 1746.

## Divers
Le demi-frère de George Washington, Lawrence Washington (1718-1752), avait servi sous les ordres de Vernon en 1741. Il donna son nom à son domaine, Mount Vernon, qui échut ensuite à son frère.
Edward Vernon avait ordonné en 1740 que le rhum de ses marins soit coupé d’eau afin de réduire leur consommation. L’ensemble de la Royal Navy suivit cet exemple, et la nouvelle boisson fut appelée « grog », ce qui rappelait son surnom.